# Mistrzostwa Panamerykańskie w Judo 2017
Mistrzostwa panamerykańskie odbywały się w dniach 28–30 kwietnia 2017 roku w Panamie. W tabeli medalowej tryumfowali judocy z Brazylii.

## Klasyfikacja medalowa
| Miejsce | Państwo           |    |    |    | Razem |
| ------- | ----------------- | -- | -- | -- | ----- |
| 1       | Brazylia          | 6  | 2  | 4  | 12    |
| 2       | Kuba              | 4  | 2  | 5  | 11    |
| 3       | Kanada            | 1  | 2  | 2  | 5     |
| 4       | Argentyna         | 1  | 2  | 0  | 3     |
| 5       | Ekwador           | 1  | 1  | 1  | 3     |
| 6       | Kolumbia          | 1  | 0  | 0  | 1     |
| 7       | Meksyk            | 0  | 4  | 3  | 7     |
| 8       | Stany Zjednoczone | 0  | 1  | 7  | 8     |
| 9       | Wenezuela         | 0  | 0  | 2  | 2     |
| 10      | Kostaryka         | 0  | 0  | 1  | 1     |
| .       | Peru              | 0  | 0  | 1  | 1     |
| .       | Urugwaj           | 0  | 0  | 1  | 1     |
| Razem   | Razem             | 14 | 14 | 27 | 55    |

## Medaliści

### Mężczyźni
| Konkurencja: | Złoto:              | Srebro:                 | Brąz:                               |
| −60 kg       | Eric Takabatake     | Lenin Preciado          | Adonis Diaz Yandry Torres           |
| −66 kg       | Osniel Solís        | Daniel Cargnin          | Ángel Hernández Juan Postigos       |
| −73 kg       | Eduardo Barbosa     | Eduardo Araujo Castillo | Alexander Turner Magdiel Estrada    |
| −81 kg       | Eduardo Yudy        | Emmanuel Lucenti        | Étienne Briand Jorge Martínez       |
| −90 kg       | Iván Silva          | Colton Brown            | Rafael Macedo Víctor Ochoa          |
| −100 kg      | José Armenteros     | Andy Granda             | Pablo Aprahamian Leonardo Gonçalves |
| ponad 100 kg | Alex García Mendoza | Héctor Campos           | Ruan Isquierdo Freddy Figueroa      |

### Kobiety
| Konkurencja: | Złoto:           | Srebro:                     | Brąz:                                     |
| −48 kg       | Paula Pareto     | Edna Carrillo               | Katelyn Bouyssou-Jarrell Stefannie Koyama |
| −52 kg       | Jéssica Pereira  | Luz Olvera                  | Ecaterina Guica Angelica Delgado          |
| −57 kg       | Jessica Klimkait | Catherine Beauchemin-Pinard | Marti Malloy Aliuska Ojeda                |
| −63 kg       | Estefanía García | Yanka Pascoalino            | Anriquelis Barrios Hannah Martin          |
| −70 kg       | Yuri Alvear      | Kelita Zupancic             | Olga Masferrer Elvismar Rodríguez         |
| −78 kg       | Samanta Soares   | Kaliema Antomarchi          | Diana Brenes Liliana Cárdenas             |
| ponad 78 kg  | Beatriz Souza    | Melanie Bolaños             | Nina Cutro-Kelly                          |